# Madhosh
Madhosh è un film del 1974, diretto da Desh Gautam.

## Trama
Goldie è un cantante pop autodidatta amico del ricco e donnaiolo Raj. Un giorno Raj aggredire sessualmente Mona, l'amica di Goldie.